# ヒプシロフォドン
ヒプシロフォドン (Hypsilophodon) は、中生代白亜紀前期（約1億3,000万~1億2,500万年前）のイギリスに生息していた恐竜の属。鳥脚亜目 - ヒプシロフォドン科に属する。属名は「高い隆起を持つ歯」を意味する。
かつてはイグアノドンの仲間もしくは祖先と見られていたが、現在は別の分類群、ヒプシロフォドン科に分類されている。このヒプシロフォドン科は、比較的初期に分岐した祖先的な形質を持つグループであったが、ジュラ紀中期から白亜紀後期にかけての約9,000万年もの長期に渡って存続し、非常に繁栄していた。

## 特徴
体長0.9 - 2.4メートル程度。頭骨は比較的小さいが眼窩は大きく、視力が発達していたと推定されている。吻端は角質の嘴で覆われ、これで植物を食いちぎっていたとされる。また顎には28 - 30本の頬歯と頬袋があり、食べた植物をかみ砕いていたとされる。
前肢は短く貧弱だが、5本の指をそなえる。逆に後肢は長く、基本的に2足歩行を行っていた。脛から下が長いことから、高い走力を持っていたと推定される。肢端の指は4本であった。尾は骨質の結合組織が網目状に走り、棒状に硬直していた。また全長に対しての比率が大きく、走る際にはこれを使って安定を保ったのではないかと考えられている。背中にはおそらく二対の装甲板が正中線に沿って存在した。
当初は後肢の第一指が他の指と向き合う形（いわゆる親指の状態）に復元されていたため、これを使って木登りをする「樹上生活を送る恐竜」とされていた。現在では、この復元そのものが誤りだったと認められている（小説版『ジュラシック・パーク』においては、この古典的な誤りがそのまま採用されている）。
また、近い仲間は地中に巣を作っていた事もわかっている。

ヒトとのサイズ比較
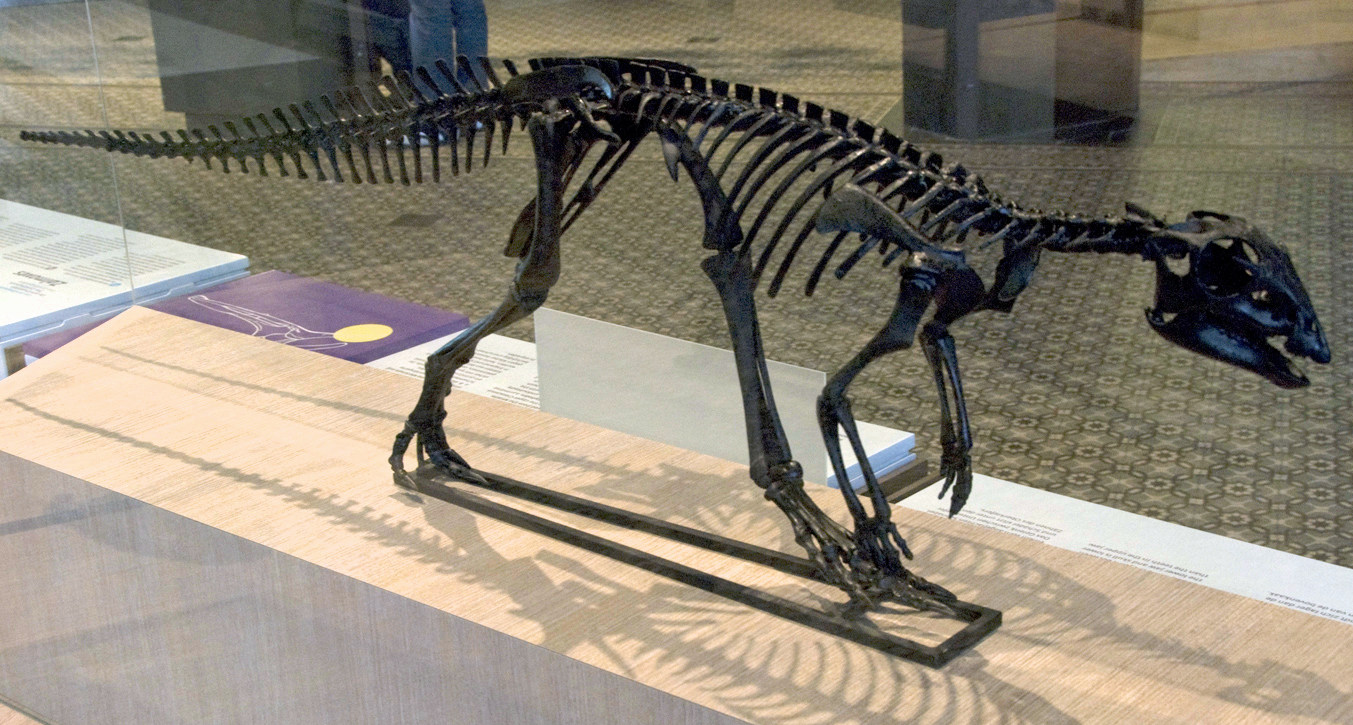
全身骨格
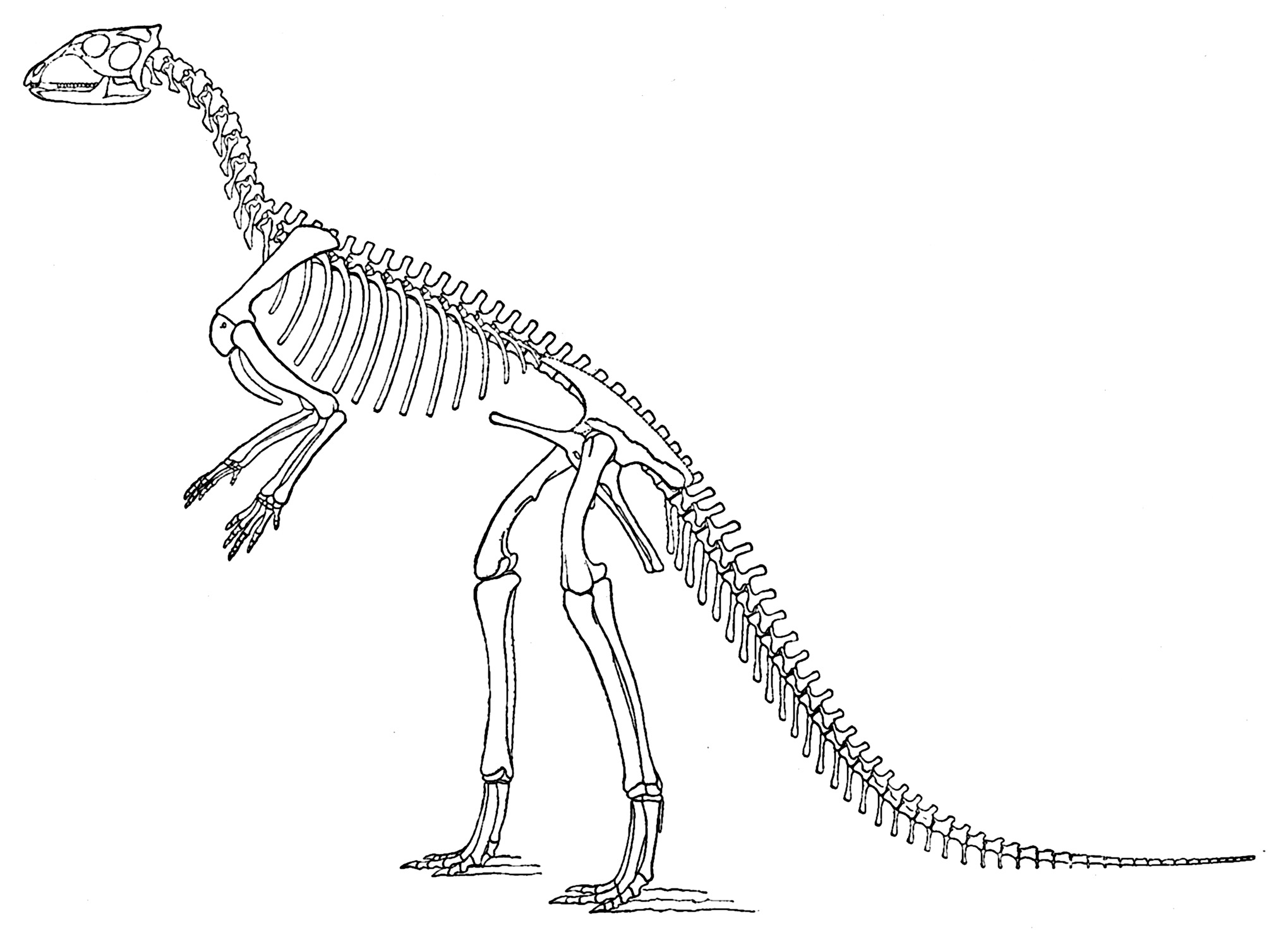
オスニエル・チャールズ・マーシュによる全身骨格図
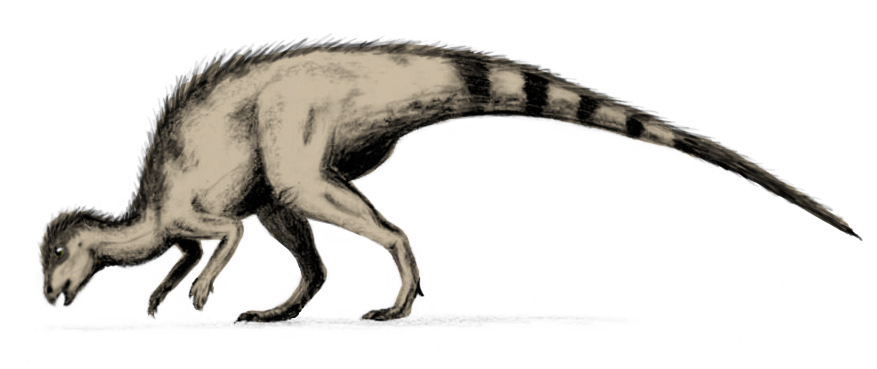
Hypsilophodon foxii 想像図